# شفيق أسعد
 شفيق أسعد ((بالعبرية: שפיק אסעד‏)، 10 أبريل 1937 - 6 يونيو 2004) سياسي اسرائيلي درزي كان عضوًا في الكنيست عن الحركة الديمقراطية للتغيير [الإنجليزية] والحركة الديمقراطية ‏ وأخوة وتلم بين عامي 1977 و1981.

## السيرة الذاتية
ولد شفيق أسعد في بيت جن خلال الانتداب البريطاني، والتحق بالمدرسة الثانوية في الرامة. شغل منصب سكرتير نقابة الهستدروت في مسقط رأسه بين عامي 1961 و1967، وترأس المجلس المحلي للبلدة من عام 1969 حتى عام 1976.
انضم إلى حزب الحركة الديمقراطية للتغيير (داش) الجديد في منتصف سبعينيات القرن الماضي، وانتخب لعضوية الكنيست في قائمته عام 1977. في 14 سبتمبر 1978، كان أسعد أحد أعضاء الكنيست السبعة الذين شكلوا الحركة الديمقراطية بعد انقسام داش. غادر هو وشلومو إلياهو الحركة الديمقراطية في 8 يوليو 1980 لتأسيس فصيل الأخوة. في 15 يونيو 1981 غير حزبه مرة أخرى وانضم إلى تلم، لكنه فقد مقعده في انتخابات 1981. توفي عام 2004 عن عمر يناهز 67 عامًا أثر حادث طرق بين عكا وصفد.

## وصلات خارجية
- شفيق أسعد على الموقع الإلكتروني للكنيست